# Reverberation
「Reverberation」（リバーブレーション）は、織田かおりの4枚目のシングル。2013年11月27日にティームエンタテインメントから発売された。

## 解説
前作の「暁のバタフライ」から約7ヶ月ぶりとなるシングル。

## 収録曲
全曲　作詞：rino
1. Reverberation [4:20]
作曲・編曲：MANYO
  - PlayStation Vita用ゲームソフト「AMNESIA V Edition」オープニングテーマ[1][2]
2. 深愛なる物語 [5:10]
作曲・編曲：MANYO
  - PlayStation Vita用ゲームソフト「AMNESIA V Edition」エンディングテーマ[1][2]
3. 煌めきの扉 [4:32]
作曲・編曲：尾澤拓実
  - PlayStation Vita用ゲームソフト「猛獣使いと王子様」オープニングテーマ
  - これまでの楽曲の中では数少ない自身のコーラスを入れていない曲[1][2] 。
4. Reverberation（Off Vocal）
5. 深愛なる物語（Off Vocal）
6. 煌めきの扉（Off Vocal）